# Castello di Sermide
Il castello di Sermide era un'antica e importante roccaforte di confine risalente all'XI secolo situata nel centro di Sermide, in provincia di Mantova, del quale rimane oggi solo la torre merlata, sulla quale campeggia lo stemma in cotto dei Gonzaga.

## Storia

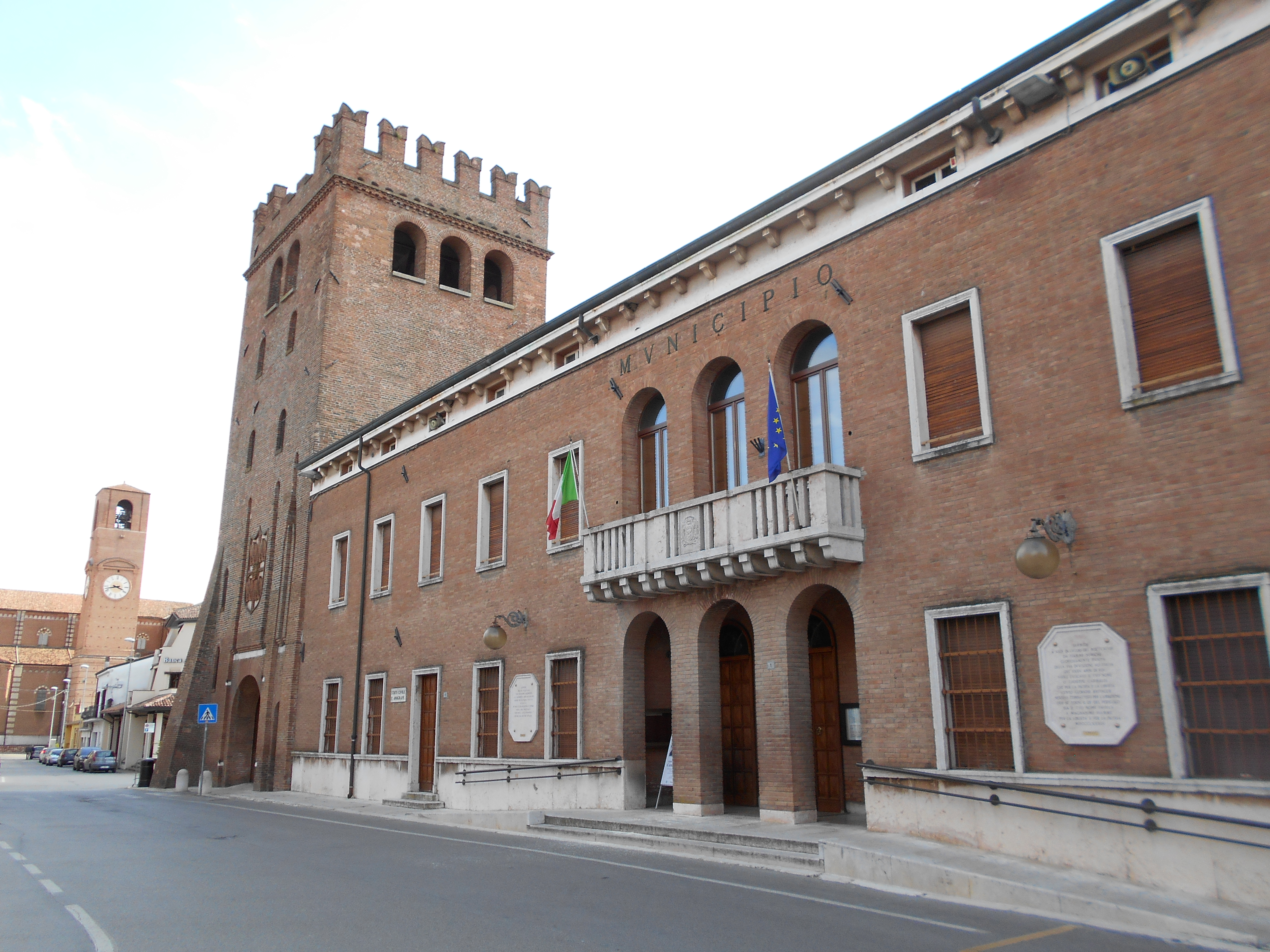
Il municipio in piazza Plebiscito

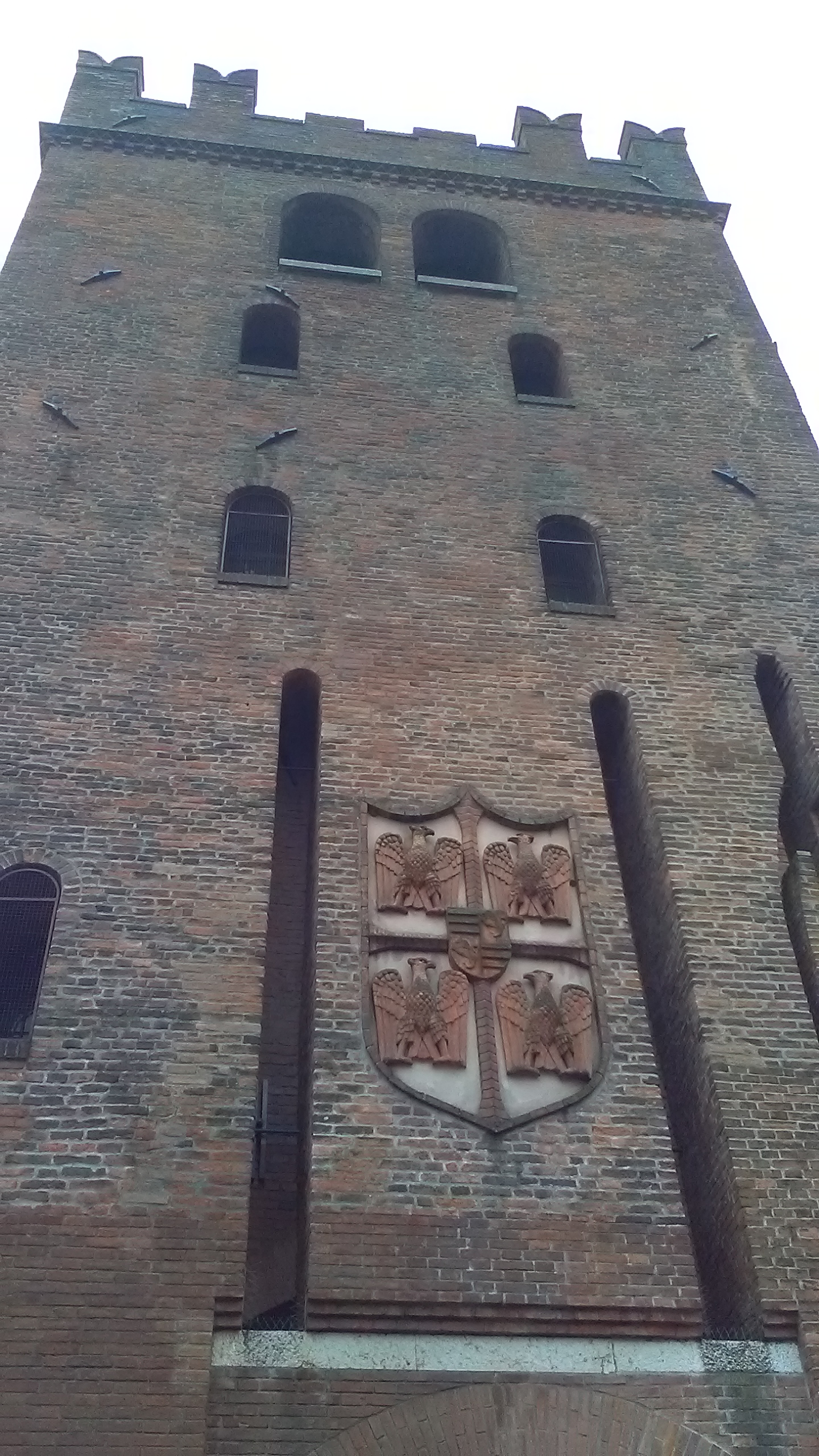
Stemma dei Gonzaga

Edificato intorno all'XI secolo forse per volere di Matilde di Canossa, faceva parte di un più ampio quartiere fortificato. 
Nel 1238 i Calorosi, fuggiti da Mantova e con l'aiuto degli Estensi, si impadronirono del castello, abbandonandolo due anni dopo. Con l'avvento dei Bonacolsi a signori di Mantova, Sermide passò nel 1313 sotto il loro dominio sino alla presa del potere dei Gonzaga. Intorno al 1338 il castello venne ceduto in pegno ad Aldobrandino II d'Este e in seguito riscattato dai Gonzaga che, con Ludovico II Gonzaga, divenne un importante caposaldo dei confini gonzagheschi. Il marchese Ludovico III Gonzaga consolidò la struttura, affidandola a Luca Fancelli, architetto fiorentino al servizio di corte. Su richiesta di papa Giulio II, che richiedeva maggiore protezione dei possedimenti della Chiesa, il cardinale Sigismondo Gonzaga, legato pontificio a Bologna, provvedeva nel 1519 all'abbattimento della struttura fortificata. Ma poco dopo Francesco II Gonzaga ripristinò la fortificazione, conoscendo l'importanza strategica del luogo per i confini dello stato. La definitiva demolizione avvenne nel 1551 per opera del cardinale Ercole Gonzaga, che ubbidì al volere di papa Giulio III.